# 摆向阳
摆向阳（1970年9月—），男，汉族，河南叶县人。1989年7月参加工作，1991年8月加入中国共产党，2011年在职取得华中科技大学工商管理硕士，现任商丘市市长。

## 简历
1987年到1989年在中原机械工业学校工业企业电气化专业学习；
2009年5月，任西峡县县长；2011年9月，任中共西峡县委书记；2014年3月，任南阳市副市长；
2016年9月，任中共周口市委常委、组织部长；
2017年11月，任中共平顶山市委常委，市人民政府常务副市长；
2021年7月，任中共商丘市委副书记，8月任市长。